# Ghamanda Ram
Ghamanda Ram (* 1. Juli 1984) ist ein ehemaliger indischer Leichtathlet, der sich auf den Mittelstreckenlauf spezialisiert hat.

## Sportliche Laufbahn
Erste internationale Erfahrungen sammelte Ghamanda Ram im Jahr 2002, als er bei den Juniorenasienmeisterschaften in Bangkok in 1:48,37 min die Bronzemedaille im 800-Meter-Lauf gewann. Im Jahr darauf belegte er bei den Afro-Asiatischen Spielen in Hyderabad in 1:48,56 min den vierten Platz und 2004 gewann er bei den Südasienspielen in Islamabad in 1:52,21 min die Silbermedaille hinter Mohammed Sifrath aus Sri Lanka und im 1500-Meter-Lauf sicherte er sich in 3:50,18 min die Bronzemedaille hinter dem Pakistani Atta Miran und Chaminda Indika Wijekoon aus Sri Lanka. 2005 belegte er bei den Asienmeisterschaften in Incheon in 3:49,62 min den siebten Platz über 1500 Meter und siegte anschließend bei den erstmals ausgetragenen Hallenasienspielen in Bangkok in 1:50,69 min über 800 Meter. Im Jahr darauf gewann er bei den Hallenasienmeisterschaften in Pattaya in 1:51,45 min die Bronzemedaille über 800 Meter hinter den Katari Salem Amer al-Badri und Adam Ali. Ende März startete er bei den Commonwealth Games in Melbourne, schied dort aber mit 1:48,03 min in der ersten Runde aus.
2009 konnte er bei den Hallenasienspielen in Hanoi sein Rennen über 800 Meter nicht beenden. 2010 schied er bei den Hallenasienmeisterschaften in Teheran mit 1:58,02 min in der Vorrunde aus und 2011 gewann er bei den Asienmeisterschaften in Kōbe in 1:46,46 min die Bronzemedaille über 800 Meter hinter dem Kuwaiter Mohammad al-Azemi und Sajjad Moradi aus Iran. 2014 beendete er dann in Neu-Delhi seine aktive sportliche Karriere im Alter von 30 Jahren.
2005 wurde Ram indischer Meister im 800- und 1500-Meter-Lauf.

## Persönliche Bestleistungen
- 800 Meter: 1:46,46 min, 10. Juli 2011 in Kōbe
  - 800 Meter (Halle): 1:50,69 min, 14. November 2005 in Bangkok
- 1000 Meter: 2:23,97 min, 14. Mai 2009 in Chennai
- 1500 Meter: 3:46,67 min, 10. August 2005 in Jamshedpur